# Павловск (Воронежская область)
Па́вловск (до 1711 — Осеред) — город в России, административный центр Павловского района Воронежской области. Образует муниципальное образование городское поселение город Павловск как единственный населённый пункт в его составе.
Город входит в список исторических городов России. Население — 21 409 чел. (2025).

## География
Город расположен на левом берегу Дона, при впадении реки Осередь, в 156 км от Воронежа. Недалеко от города располагается корабельная роща Шипова дубрава.
Автодорога М4 «Дон» (бесплатный участок) проходит непосредственно через город. Вне города ширина дороги 1+1, внутри города — 2+2. С 2020 года открыт объездной платный участок трассы М4 в обход Павловска и села Лосево.

## Климат
Климат Павловска — умеренно-континентальный, с умеренно-морозной, часто — оттепельной зимой и жарким, влажным летом. Летние температуры в среднем на градус выше, чем в Воронеже, а годовое количество осадков меньше.
| Показатель                    | Янв.  | Фев.  | Март | Апр. | Май  | Июнь | Июль | Авг. | Сен. | Окт. | Нояб. | Дек. | Год  |
| ----------------------------- | ----- | ----- | ---- | ---- | ---- | ---- | ---- | ---- | ---- | ---- | ----- | ---- | ---- |
| Средний суточный максимум, °C | −4,2  | −4,4  | 0,8  | 13,2 | 21,5 | 25,9 | 27,3 | 26,3 | 19,4 | 11,1 | 2,4   | −1,3 | 11,5 |
| Средняя температура, °C       | −7,5  | −7,9  | −2,7 | 8,2  | 15,6 | 19,9 | 21,4 | 20,4 | 14,1 | 7,0  | −0,5  | −4,1 | 7,0  |
| Средний суточный минимум, °C  | −10,8 | −11,4 | −6,2 | 3,3  | 9,8  | 14,0 | 15,6 | 14,6 | 8,9  | 3,0  | −3,3  | −6,9 | 2,6  |
| Норма осадков, мм             | 42    | 30    | 26   | 32   | 43   | 57   | 58   | 42   | 42   | 38   | 47    | 47   | 504  |
| Источник: Климат Павловска    |       |       |      |      |      |      |      |      |      |      |       |      |      |

Это один из самых жарких городов области, что подтверждается его географическим положением, так, в сентябре 2008 Павловск обновил абсолютный максимум осени: 7 сентября +34,4° С; 25 августа 2007 температура достигла +38,9° С.

## Геральдика
Флаг утверждён 25 декабря 2002 года и внесён в Государственный геральдический регистр Российской Федерации с присвоением регистрационного номера 1149.
Флаг города Павловска представляет собой белое прямоугольное полотнище с соотношением ширины к длине 2:3, воспроизводящее гербовую композицию: стоящего на зелёной полосе Святого Апостола Павла (без нимба) в красной одежде и синем плаще, опирающегося правой рукой на поставленный перед собой белый меч, а левую руку простёрший в сторону и вниз.

## История

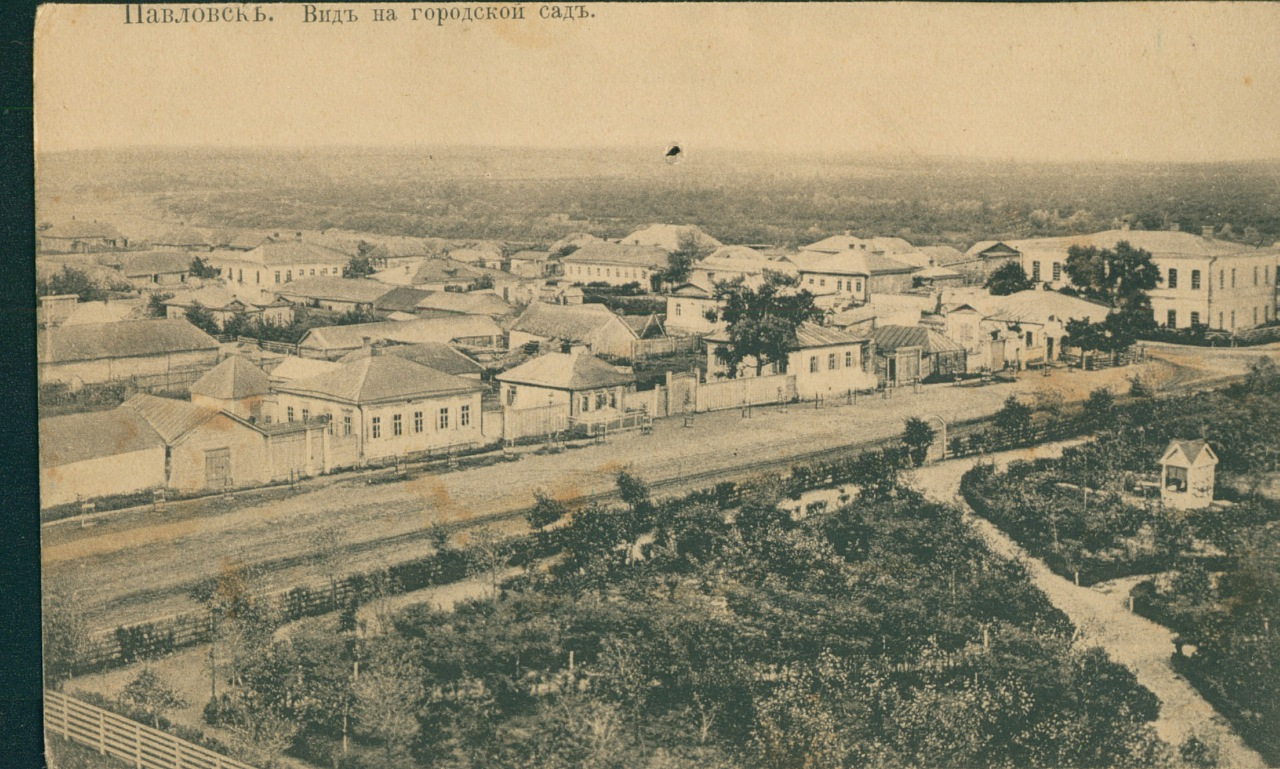
Вид на городской сад

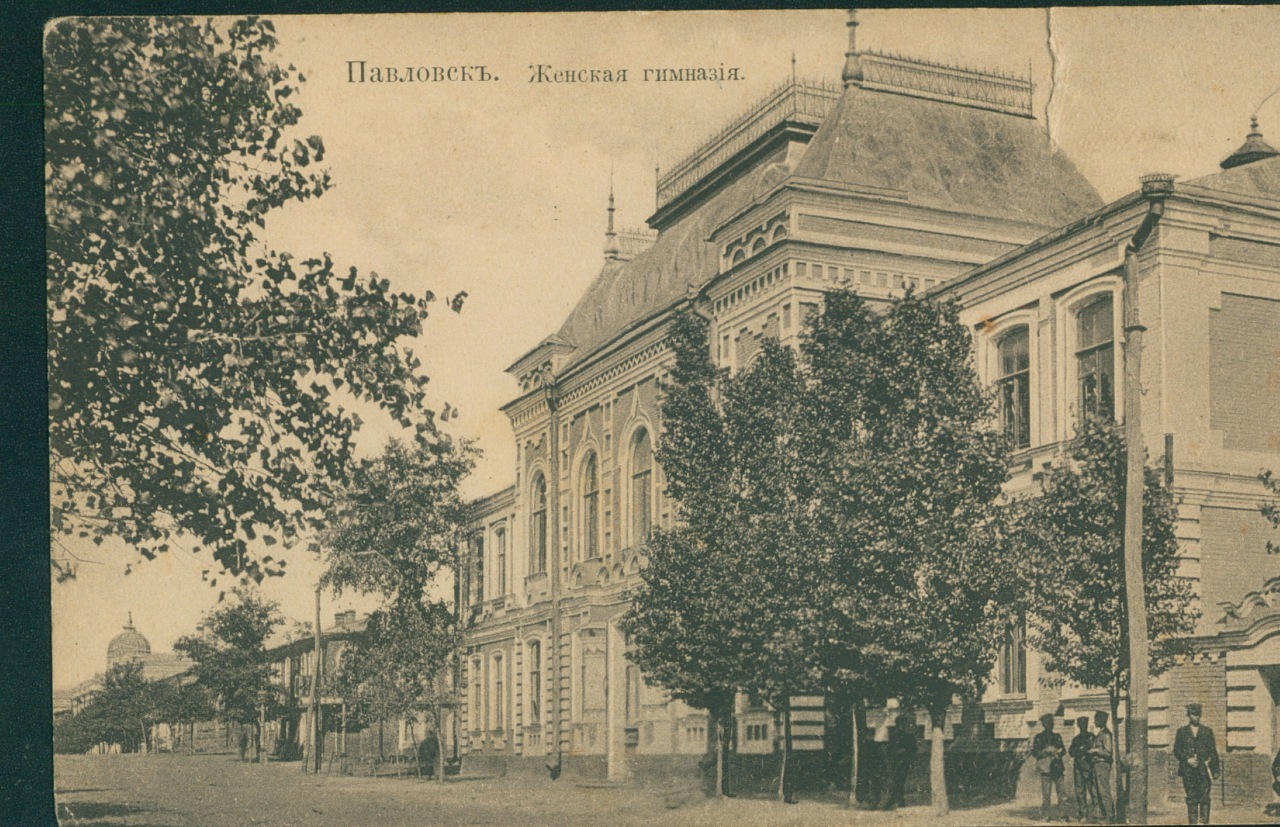
Женская гимназия

Первое поселение на месте Павловска, называемое Ширмовское ( Молочное ), было основано в 1685 году. Местоположение будущего города Павловск было выбрано Петром I, когда он «...проезжая через место нынешнего города Павловска, заметил тут с любопытством выгодность места и почти натурой приготовленное положение для знатной крепости». В 1709 году были основана крепость Осеред и при ней Осередская верфь для строительства кораблей Азовского флота. В 1711 году туда переселились жители возвращенных Османской империи по Прутскому договору городов Азова и Таганрога, а также Павловской крепости на реке Миус. После этого Осеред стал называться Ново-Павловской крепостью, а в дальнейшем — Павловском. В 1713 году из Таврово в Павловск перевели Адмиралтейство..
Были построены пушечный и литейные заводы, открыты канатная и шерстяная фабрики. Город в то время именовали малым Санкт-Петербургом.
В 1779 году Павловск получил статус уездного города. В 1781 году был утверждён герб города — серебряный щит с изображением Святого апостола Павла. В 1727–1924 годах – уездный город Воронежской губернии.
В XVIII—XIX веках город постепенно утрачивал своё былое значение, однако оставаясь одним из самых благоустроенных городов в губернии. В конце XVIII века город был практически уничтожен четырьмя большими пожарами. После пожаров уцелели несколько каменных зданий и деревья, посаженные Петром I. В 1861 году в городе проживало 5 тысяч человек. В 1871 году началось строительство железной дороги Воронеж — Ростов: первоначально дорога должна была пройти через Павловск, но глава города отказался от этого, поэтому развитие города опять замедлилось. Проводились 4 ежегодные ярмарки. В 1897 году в городе жили 7 202 человека, в том числе русские — 5 515, малороссы — 1 470, евреи — 95, белорусы — 86.
В начале XX века были построены новые здания реального училища (ныне педагогического колледжа) и Духовного училища (сейчас в здании расположен сельскохозяйственный техникум), ставшие впоследствии памятниками архитектуры. В годы Великой Отечественной войны Павловск долгое время находился на линии фронта. С июля 1942 года по январь 1943 года немецкие войска пытались взять город.
Распоряжением Правительства РФ от 29 июля 2014 года № 1398-р «Об утверждении перечня моногородов» городское поселение Павловск включено в категорию «Монопрофильные муниципальные образования Российской Федерации (моногорода), в которых имеются риски ухудшения социально-экономического положения».

## Достопримечательности
В Павловске находятся 43 памятника архитектуры, из них 7 федерального значения.
- Городище Павловское, находится в 2 км от г. Павловска. Золотоордынское название населённого пункта неизвестно, раскопки не производились. Памятник занимает площадь около 15 га[11].

## Экономика
В Павловске находится крупнейший в Европе комбинат по добыче и переработке гранита «Павловскгранит». Ныне реорганизован в два предприятия ОАО «Павловск Промвзрыв» и ОАО «Павловск Неруд».
- Пищевая промышленность:
  - ГП «Апротек» — производство растительных масел, выращивание сельскохозяйственных культур, производство кормов для животных
  - В 2019 году дан старт строительству мясоперерабатывающего завода ООО «АГРОЭКО-ЮГ». Мощность свинокомплекса составит 350 тыс. тонн продукции в год.
- Асфальтобетонные заводы (ООО «Павловскасфальтобетон», ООО «Вэлстройсервис»).
- Судоремонтный завод работает и построил корабль Петровских времён, который ходит по Воронежскому водохранилищу.

Связь
- филиал провайдера «Информсвязь-черноземье» (Ethernet, ADSL, телефония, каналы связи),
- филиал хостинг-оператора eServer.ru (в том числе и федеральный центр поддержки клиентов),
- филиал интернет-провайдера «Домолинк» (ADSL-VDSL).

По итогам 2018 года моногород Павловск вошёл в ТОП-10 лидеров ежегодного рейтинга моногородов.

## Железнодорожный транспорт
В 5,6 км от границы города (от центра 7,7 км) находится железнодорожная станция Павловск-Воронежский, конечная на тупиковой ветке от станции Бутурлиновка (без пассажирского движения).

## Население
| 1856    | 1859    | 1897    | 1913    | 1923    | 1939    | 1959    | 1970    | 1979    | 1989    |
| ------- | ------- | ------- | ------- | ------- | ------- | ------- | ------- | ------- | ------- |
| 4000    | ↗4864   | ↗7202   | ↗10 200 | ↘5400   | ↗11 100 | ↗12 050 | ↗14 819 | ↗20 963 | ↗25 905 |
| 1991    | 1992    | 1994    | 2000    | 2001    | 2002    | 2003    | 2005    | 2006    | 2007    |
| ↘25 400 | →25 400 | ↘25 200 | ↗26 800 | →26 800 | ↘26 365 | ↗26 400 | ↘26 100 | ↘25 800 | ↘25 700 |
| 2008    | 2009    | 2010    | 2011    | 2012    | 2013    | 2014    | 2015    | 2016    | 2017    |
| ↘25 600 | ↘25 591 | ↘25 126 | ↘25 100 | ↗25 170 | ↘25 123 | ↗25 148 | ↘25 081 | ↗25 188 | ↘25 047 |
| 2018    | 2020    | 2021    | 2025    |         |         |         |         |         |         |
| ↘24 858 | ↘24 453 | ↘22 384 | ↘21 409 |         |         |         |         |         |         |

На 1 января 2025 года по численности населения город находился на 622-м месте из 1124 городов Российской Федерации.

### Национальный состав
По данным переписи населения 1939 года: русские — 70,5 % или 7 803 чел., украинцы — 28,4 % или 3 147 чел.
По итогам переписи населения 2020 года проживали следующие национальности (национальности менее 0,1 % и другое, см. в сноске к строке «Другие»):
| Национальность | Численность, чел. | Доля     |
| -------------- | ----------------- | -------- |
| Русские        | 19 575            | 87,45 %  |
| Украинцы       | 76                | 0,34 %   |
| Армяне         | 51                | 0,23 %   |
| Узбеки         | 26                | 0,12 %   |
| Другие         | 2656              | 11,86 %  |
| Итого          | 22 384            | 100,00 % |

### Язык
По данным переписи 1897 года:
| Язык                       | Численность, чел. | Доля     |
| -------------------------- | ----------------- | -------- |
| Русский («великорусский»)  | 5 515             | 76,58 %  |
| Украинский («малорусский») | 1 470             | 20,41 %  |
| Еврейский                  | 95                | 1,32 %   |
| Белорусский                | 86                | 1,19 %   |
| Польский                   | 13                | 0,18 %   |
| Другие                     | 23                | 0,32 %   |
| Итого                      | 7 202             | 100,00 % |

В настоящее время официальным и основным языком города является русский.

## Образование и наука
В городе действуют Павловский педагогический колледж (основан в 1920 году) и Павловский сельскохозяйственный техникум (основан в 1944 году).
В городе с 1920 года находится Воронежская опытная станция по многолетним травам.

## Культура

### Музеи
- Павловский районный краеведческий музей (располагается в доме купца Одинцова)
- Музей военно-морского флота

### Кинотеатры
- «Родина»

### Дом культуры
- Районный дворец культуры «Современник»

## Религия
В городе в настоящее время действуют два православных храма Павловского благочиния Россошанской епархии Воронежско-Борисоглебской митрополии Русской Православной Церкви.
- Казанский храм
- Покровский храм

Также планируется восстановить Преображенский собор, переделанный в советское время под районный дом культуры.

## Известные жители
В Павловске родились:
- Азаров (Еськов) Игорь Александрович (род. 1961) — советский и российский композитор и певец.[источник не указан 546 дней]
- Ворвулёв, Николай Дмитриевич — оперный певец, Народный артист СССР.
- Глебов, Леонид Иванович — капитан РККА, Герой Советского Союза.
- Дубянский, Владимир Андреевич — учёный, ботаник, географ.
- Замятнин, Сергей Николаевич (1899—1958) — советский археолог, специалист по первобытной археологии.
- Карлов Владимир Алекссеевич (1914—1994) — советский партийный деятель, специалист по сельскому хозяйству, Герой Социалистического Труда, член ЦК КПСС.[источник не указан 546 дней]
- Алексий (Коноплев) — епископ Русской православной церкви, митрополит Калининский и Кашинский.
- Лясковский, Николай Евстафьевич — агрохимик.
- Подгорный, Павел Ильич — учёный-агробиолог, растениевод, педагог.
- Седов, Евгений Николаевич — учёный в области селекции плодовых культур.
- Сычёв, Иван Иванович — командир взвода 543-го стрелкового полка, лейтенант, Герой Советского Союза.
- Шапошников, Константин Яковлевич — инженер-радиотехник, педагог.
- Янц, Светлана Владимировна — библиотечный деятель, педагог.

В Павловске скончались:
- Гербер, Иоганн Густав — полковник, артиллерист, этнограф.
- Крит, Юлиус Карлович — генерал-лейтенант.
- Ляшенко, Надежда Васильевна — тракторист, комбайнёр, хозяйственный, государственный и политический деятель, Герой Социалистического Труда.

## Города-побратимы
Чешский город Тршебич ранее был побратимом Павловска.